# Самедов, Забит Мубариз оглы
Забит Мубариз оглы Самедов (азерб. Zabit Mübariz oğlu Səmədov; род. 21 июня 1984 года, село Джандари, Грузинская ССР) — профессиональный кикбоксёр, сражавшийся от клуба «Ахмат» (город Грозный, Чечня) под прозвищем «Маугли». В прошлом боец минского клуба «Патриот».

## Биография
Забит Самедов родился 21 июня 1984 года в селе Джандари Гардабанского района Грузии в азербайджанской семье, которая переехала в Минск (Беларусь), когда ему было 10 лет. Начал заниматься боевыми искусствами в 9 лет. Это был полугодовой тренинг по каратэ под руководством тренера Азиза Дурсунова. Уже в Беларуси с 1998 года он стал заниматься тайским боксом (муай-тай) в клубе «Чинук». Его тренером был чемпион мира Дмитрий Пясецкий, и с ним вместе занимались Алексей Игнашов и Сергей Гур.
Он попал в список ведущих бойцов К-1 после нескольких важных побед между 2004 и 2006 годами. Стал признанным чемпионом K-1 после победы на турнире «Fighting Network» в Риге в 2006 году (Латвия). 17 августа 2007 года на Мировом Гран-при K-1 в Лас-Вегасе был уличён Государственной Атлетической Комиссией в Неваде (NSAC) в применении станозолола, одного из анаболических стероидов. Под поводу той ситуации Забит дал следующие пояснения: на улице была жара 45 градусов, и он простудился под кондиционером. Поэтому перед боем ему дали какой-то энергетический напиток. Также перед боями ему обезболивали руку. Возможно, такое сочетание препаратов и дало повод к подозрениям контролёров. По словам Забита, инцидент был полностью улажен. 26 апреля 2008 года Самедов на Мировом Гран-при K-1 в Амстердаме легко победил Дага Вайни и Брайена Дувеса (en:Brian Douwes), но был остановлен в финале Эрролом Циммерманом (en:Errol Zimmerman). Самым знаменательным боем в своей карьере считает поединок с Реем Сефо в 2008 году, в котором судьи дали два дополнительных времени и победу одержал Забит.
Получает высшее образование в университете «Синергия» по специальности спортивный менеджмент. Поддерживает дружеские отношения с Рамзаном Кадыровым. Их знакомство состоялось в Грозном во время боя Забита со Стефаном Леко. После одного из боёв Кадыров подарил Самедову автомобиль и часы за 70000 долларов. Также он сделал Забита руководителем кикбоксинг клуба «Ахмат». 2 декабря 2018 после победы над Евгением Орловым на турнире «Ахмат» он заявил что собирается завершить карьеру: «Я провел уже много боёв. И теперь у меня в жизни есть другие цели. В скором времени я планирую открыть свой клуб в Азербайджане. Это будет профессиональный клуб, где будут работать тренеры. Я там буду менеджером, параллельно занимаясь другими делами. Я думаю, что проведу 1 или 2 боя, и завершу свою карьеру».
В одном из интервью он признался что не испытывает страха перед боем, и единственный его страх был во время съёмок программы «Форт Боярд», когда он не пошёл на испытание с живыми змеями.

## Карьера в кино
Забит Самедов в роли Гянджа-бека снимался в турецком историческом сериале «Основание: Осман» (Kuruluş Osman)». Также снялся в азербайджанском кинофильме из двух частей «Атабеки Азербайджана», где сыграл главного героя — выдающегося полководца и представителя азербайджанской истории и основателя Государства Азербайджанских Атабеков атабека Шамс ад-Дина Эльданиза.

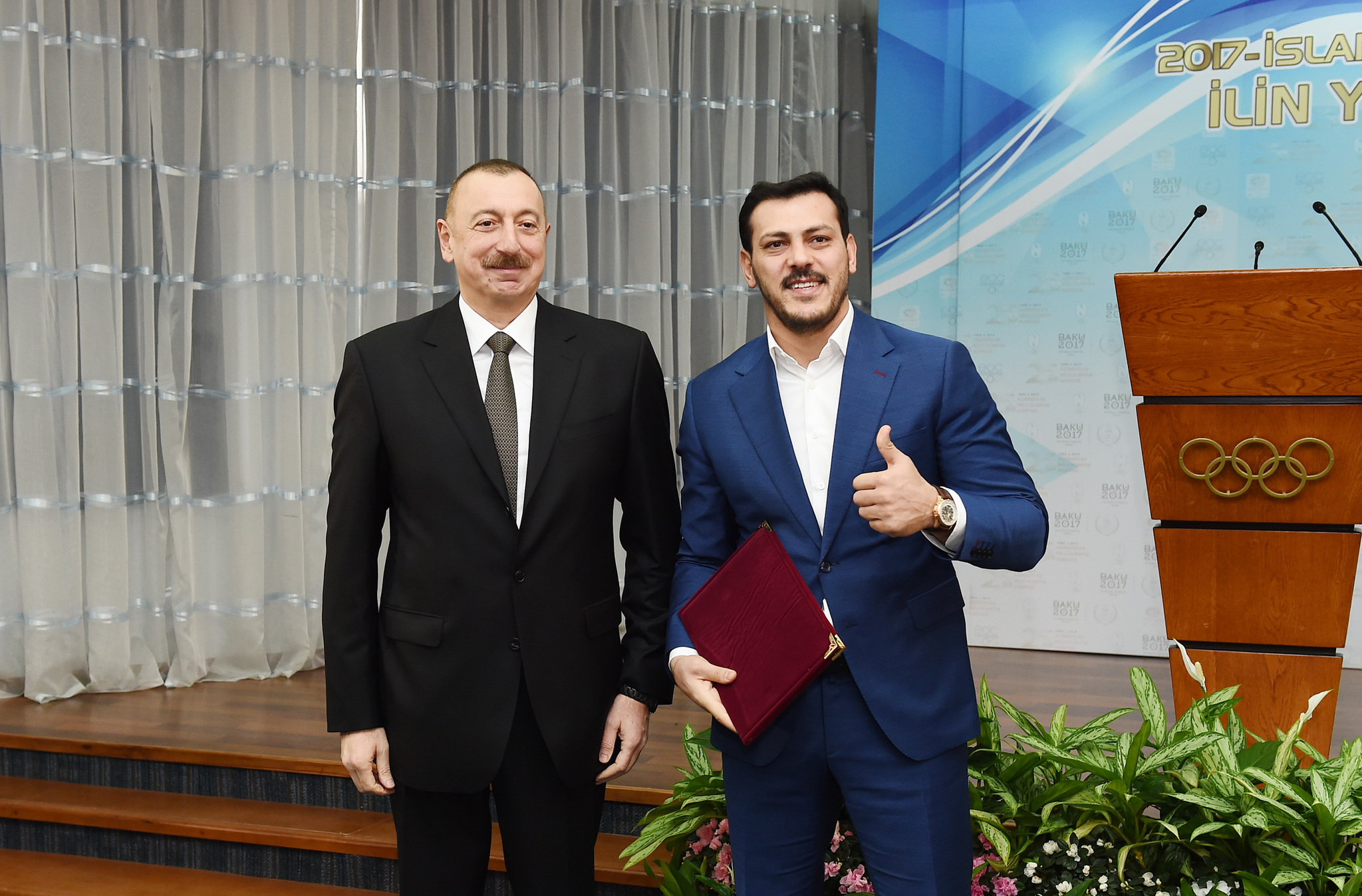
Забит Самедов с президентом Азербайджана Ильхамом Алиевым

## Титулы
- 2016 Чемпион мира по кикбоксингу по версии WBC Muaythai (Чечня, Грозный)
- 2010 Чемпион мира по версии КОК (Беларусь, Минск)
- 2009 Чемпион Европы Гран-при К-1 (Польша, Лодзь)
- 2008 Финалист европейского Гран-при К-1 (Нидерланды, Амстердам)
- 2007 Финалист мирового Гран-при К-1 (США, Лас-Вегас)
- 2007 Чемпион Rules Kick Tournament K-1 (Франция, Марсель)
- 2006 Чемпион К-1 Fighting Network (Латвия, Рига)
- 2006 Чемпион Гран-при (Венгрия, Дебрецен)
- 2006 Чемпион мира по версии IFMA и WMF (Таиланд, Бангкок)
- 2005 Чемпион Европы по кикбоксингу по версии WKBF (Россия, Москва)
- 2004 Чемпион мира по тайскому боксу по версии WAKO (Украина, Ялта)
- 2003 Финалист турнира по версии WKBF BARS (Россия, Москва)
- 2003 Победитель Турнира «Выживание» (8-ка) по версии BARS (Россия, Москва)
- 2002 Победитель СНГ «Кубок Кристалл» (16-ка) по кикбоксингу (Россия, Москва)
- 2001 Чемпион Европы по муай-тай IFMA (Украина, Одесса)
- 2000 Чемпион Кубка мира по версии WAKO по тайскому боксу (Украина, Феодосия)